# اومانتس (مونیکیپالیتی)
اومانتس (به آلمانی: Ummanz) یک شهر در آلمان است که در West-Rügen واقع شده‌است. اومانتس ۶۷۵ نفر جمعیت دارد.